# Rutile
Pour les articles homonymes, voir Rutile (homonymie).
Le rutile est une espèce minérale composée de dioxyde de titane de formule TiO2. Il contient des traces de fer (près de 10 % parfois), de tantale, de niobium, de chrome, de vanadium et d'étain. Il est trimorphe avec la brookite et l'anatase. Il est la forme la plus stable du dioxyde de titane et il est produit à haute température, la brookite se formant à des températures plus basses et l'anatase formée à des températures encore plus basses.

## Historique de la description et appellations

### Inventeur et étymologie
Décrit par Abraham Gottlob Werner en 1803, le rutile tire son nom du latin rutilus (rouge), à cause de sa couleur rouge profond observable dans quelques spécimens par lumière transmise.

### Topotype
- Cajuelo, Vuitrago, Burgos, Castille et Leon, Espagne.

### Synonymie
De nombreux synonymes existent pour ce minéral :
- cajuélite (en référence au topotype de l'espèce)[4] ;
- crispite : d'après le Crispalt, massif du Saint-Gothard, Suisse (Delametherie, 1795)[5],[6] ;
- dicksbergite (Igelström, 1896), d'après la localité de Dicksberg, Värmland, Suède[7] ;
- édisonite (Hidden, 1888) : trouvé à la mine d'or Whistnant, comté de Polk, Caroline du Nord, par Hidden en 1879[8] ;
- gallitzinite ;
- naumannite[a] (Kokcharov (en), 1854) ;
- paraedrite[9] ;
- rutilite[10] ;
- titane oxydé (Haüy, 1801)[11] ;
- titanite (Richard Kirwan, 1796).

## Caractéristiques physico-chimiques

### Critères de détermination
- Habitus

En cristaux rouge sombre à opaque pouvant atteindre 25 cm provenant des roches fortement métamorphiques.
En groupes de cristaux aciculaires en inclusion dans le quartz (les « flèches d'amour » venant des Grisons, Suisse ou « cheveux de Vénus »). Agrégats aciculaires rayonnants en 6 faisceaux à partir d’un noyau d’hématite.
Cristaux microscopiques orientés dans des pierres précieuses expliquant la présence d'étoiles dans les saphirs « étoilés », les rubis « étoilés » et autres pierres « étoilées ». Ce phénomène optique connu sous le nom d'astérisme se retrouve également dans d'autres minéraux, comme la biotite ou les feldspaths.

### Variétés
- Ilménorutile : variété de rutile riche en niobium de formule Fex(Nb,Ta)·4Ti1-xO2. Décrite initialement dans les monts Ilmen, Chelyabinsk Oblast', Urals Russie, qui ont inspiré le nom.
Occurrences :
  - Canada ;
    - Francon quarry, Montréal, Québec[13],

  - France ;
    - Col d’Urdach, Aramits, Pyrénées-Atlantiques, Aquitaine[14],
    - Gwernavalou, Trémargat, Plounévez-Quintin, Côtes-d'Armor[15],
- Isérite (Janovsky) (synonyme : isérine[16]) : variété douteuse riche en fer en passe d'être déclassée[17].
- Nigrine : variété de rutile riche en fer, dénommée pour sa couleur très sombre ; le genre est masculin[18].
- Sagénite (Saussure 1796) : c'est une variété d'habitus qui désigne des formes polymaclées en réseaux. « Ces petits crystaux se croisent ordinairement sous les mêmes angles, de manière à former des réseaux dont les mailles sont des parallélogrammes; cette singulaire propriété m’a paru propre à déterminer le nom de la pierre; je l’ai nommée Sagenite, du mot grec & latin sagena, qui signifie un filet[19]. »
- Strüverite (Zambonini 1907) : variété de rutile  de formule (Ti,Ta,Fe)O2 dédiée au minéralogiste Italien Giovanni Strüver (1842-1915), professeur à l'université de Rome[20]. Présente en France dans la mine du Cap Garonne, Le Pradet, Var, Provence-Alpes-Côte d'Azur.

### Cristallochimie
Le rutile est le chef de file d'un groupe, le groupe du rutile, dont la formule générique est M4+O2. Toutes ces espèces cristallisent dans le système tétragonal, de classe ditétragonale dipyramidale et de groupe d'espace  P42/mnm.
Elles présentent un habitus similaire allongé sur {001} et strié, avec des macles sur {101} et  {301}.
| Minéral       | Formule      | Groupe ponctuel | Groupe d'espace |
| ------------- | ------------ | --------------- | --------------- |
| Argutite      | GeO2         | 4/mmm           | P42/mnm         |
| Cassitérite   | SnO2         | 4/mmm           | P42/mnm         |
| Ilménorutile  | (Ti,Nb,Fe)O2 | 4/mmm           | P42/mnm         |
| Strüverite    | (Ti,Ta,Fe)O2 | 4/mmm           | P42/mnm         |
| Paratellurite | TeO2         | 4/mmm           | P42/mnm         |
| Pyrolusite    | MnO2         | 4/mmm           | P42/mnm         |
| Plattnérite   | PbO2         | 4/mmm           | P42/mnm         |
| Rutile        | TiO2         | 4/mmm           | P42/mnm         |
| Stishovite    | SiO2         | 4/mmm           | P42/mnm         |

### Cristallographie

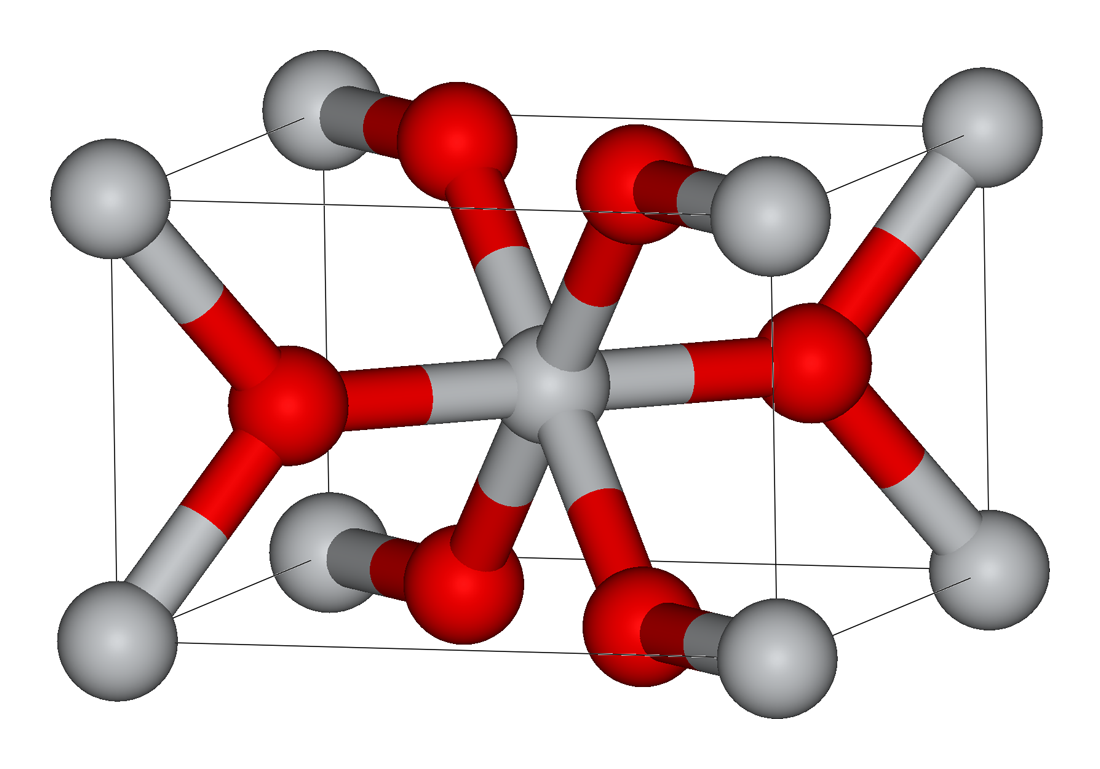
Structure cristalline du rutile. Gris : titane, rouge : oxygène.

Le rutile est un minéral quadratique (ou tétragonal), qui cristallise dans le groupe d'espace P42/mnm (no 136) avec Z = 2. Sa notation Strukturbericht est C4. Les paramètres de la maille conventionnelle sont a = 4,593 3 Å et c = 2,959 2 Å (V = 62,43 Å3),.
Le rutile a une densité théorique de 4,250 g cm−3 mais la densité généralement mesurée est de 4,230 g cm−3.
Les cations Ti4+ sont entourés par 6 anions O2− en coordination octaédrique allongée. Les anions O2− sont en coordination triangulaire de Ti4+. La longueur de liaison Ti-O moyenne est de 1,955 Å.
Les octaèdres TiO6 sont reliés entre eux par leurs arêtes et forment des chaînes le long de la direction [0{\displaystyle \,}0{\displaystyle \,}1] ; ces chaînes sont reliées entre elles par les sommets des octaèdres dans les directions [1{\displaystyle \,}1{\displaystyle \,}0] et [1{\displaystyle \,}1{\displaystyle \,}0].
Le rutile peut présenter plusieurs types de macles :
- fréquentes sur {101} (macle en genou), souvent multiples, cycliques (huit sous-individus forment un anneau) ;
- macles sur {321} (macle en cœur) ;
- réseau en sagénite, combinaison, répétée dans l’espace, des deux lois de macle précédentes.

## Gîtes et gisements

### Gîtologie et minéraux associés
Gîtologie
- Minéral accessoire courant dans de nombreuses roches métamorphiques (gneiss, micaschistes, granulites, éclogites, etc.)
- Dans  les roches magmatiques (granites, syénites, etc.) et des pegmatites et filons de quartz
- Dans des sables alluvionnaires
- Présent dans les roches lunaires
- Présent dans des météorites

Minéraux associés
Adulaire, albite, anatase, apatite, brookite, calcite, chlorite, hématite, ilménite, pyrophyllite, quartz, titanite.

### Gisements producteurs de spécimens remarquables
- Canada

Kimmirut (Lake Harbour), île de Baffin, Territoire du Nunavut
- Espagne
  - Cajuelo, Vuitrago, Burgos, Castille et Leon (Topotype)
- France

Carrière de Trimouns, Luzenac, Ariège, en région Occitanie

## Croissance des minéraux

### Synthèse
Du rutile synthétique a été produit pour la première fois en 1948. Il est vendu sous plusieurs noms (lustérite, titania, etc.). Il réfracte fortement la lumière. Il peut être fabriqué dans une diversité de couleurs, mais pas dans un blanc transparent pur, étant toujours légèrement jaune. En raison de son apparence étrange, il est rarement utilisé en bijouterie. Il n'est pas très dur, à peu près 6 sur l'échelle de Mohs. Le substitut du diamant presque sans couleur est vendu sous le nom Titania.

## Galerie

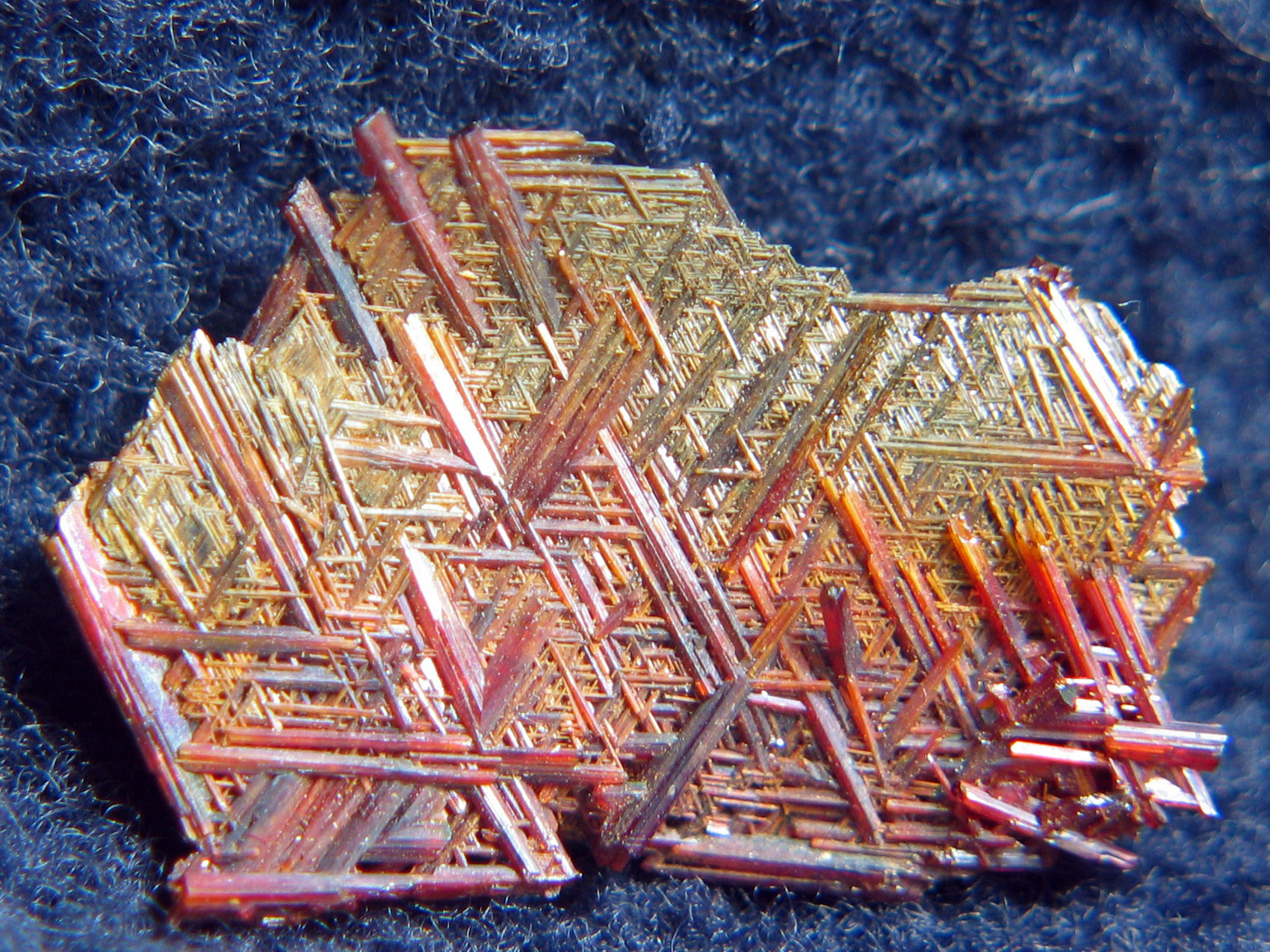
Sagénite -  Dolina Shigar, Skardu Pakistan
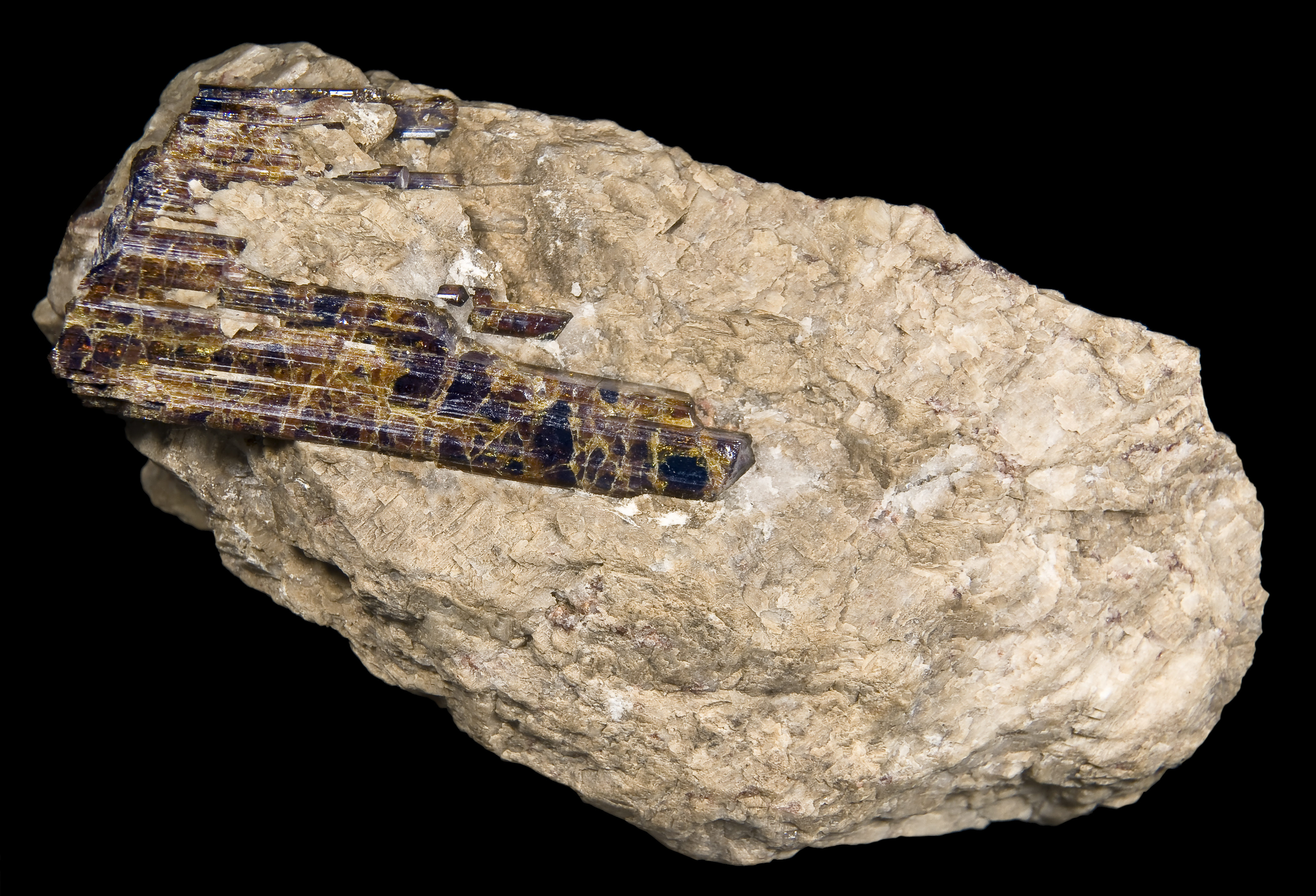
Rutile - Kimmirut ,Territoire Nunavut, Canada - 6,7×3,5 cm
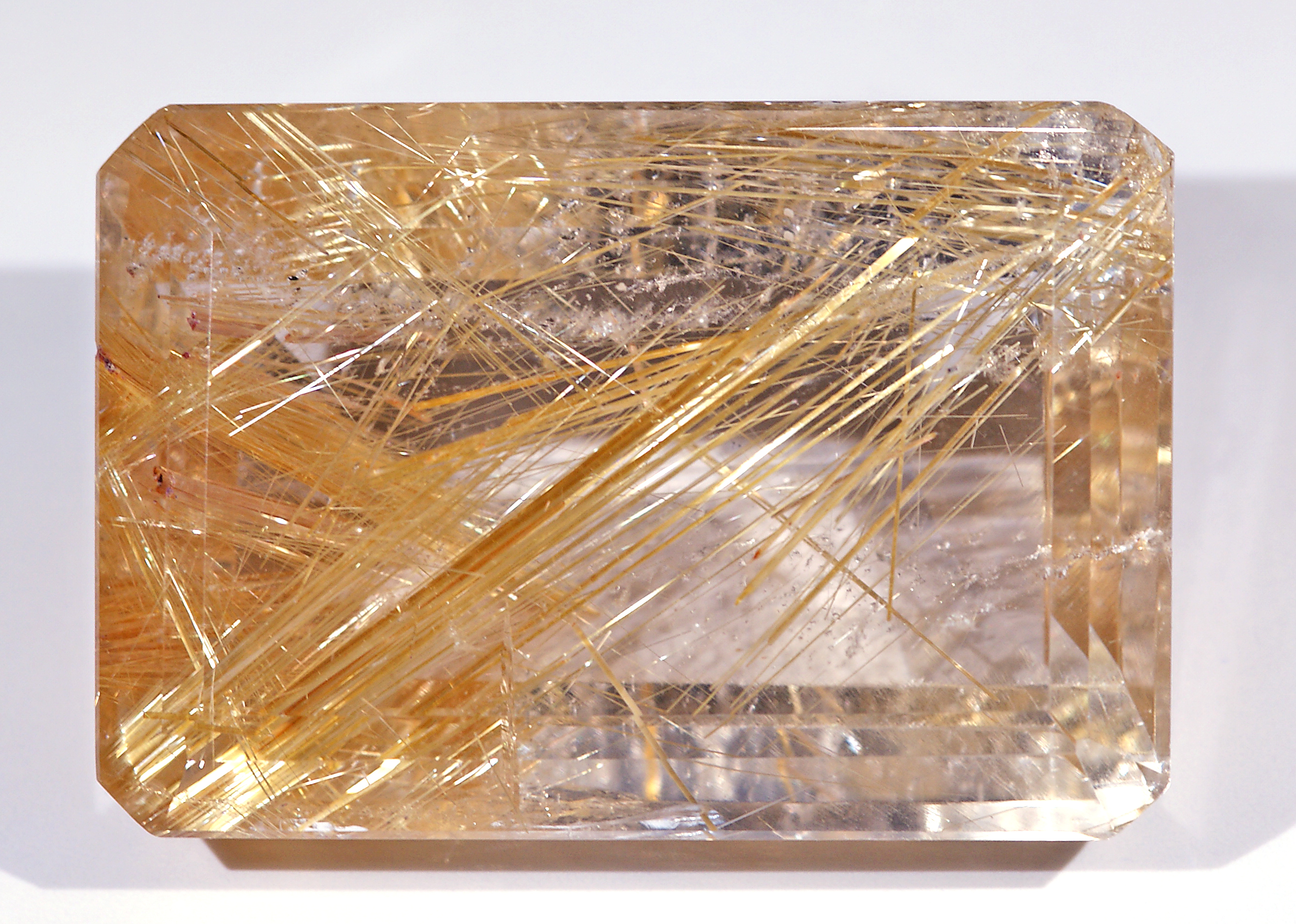
Inclusions de rutile dans le quartz -  Minas Gerais - Brésil (3,5×2,5 cm)
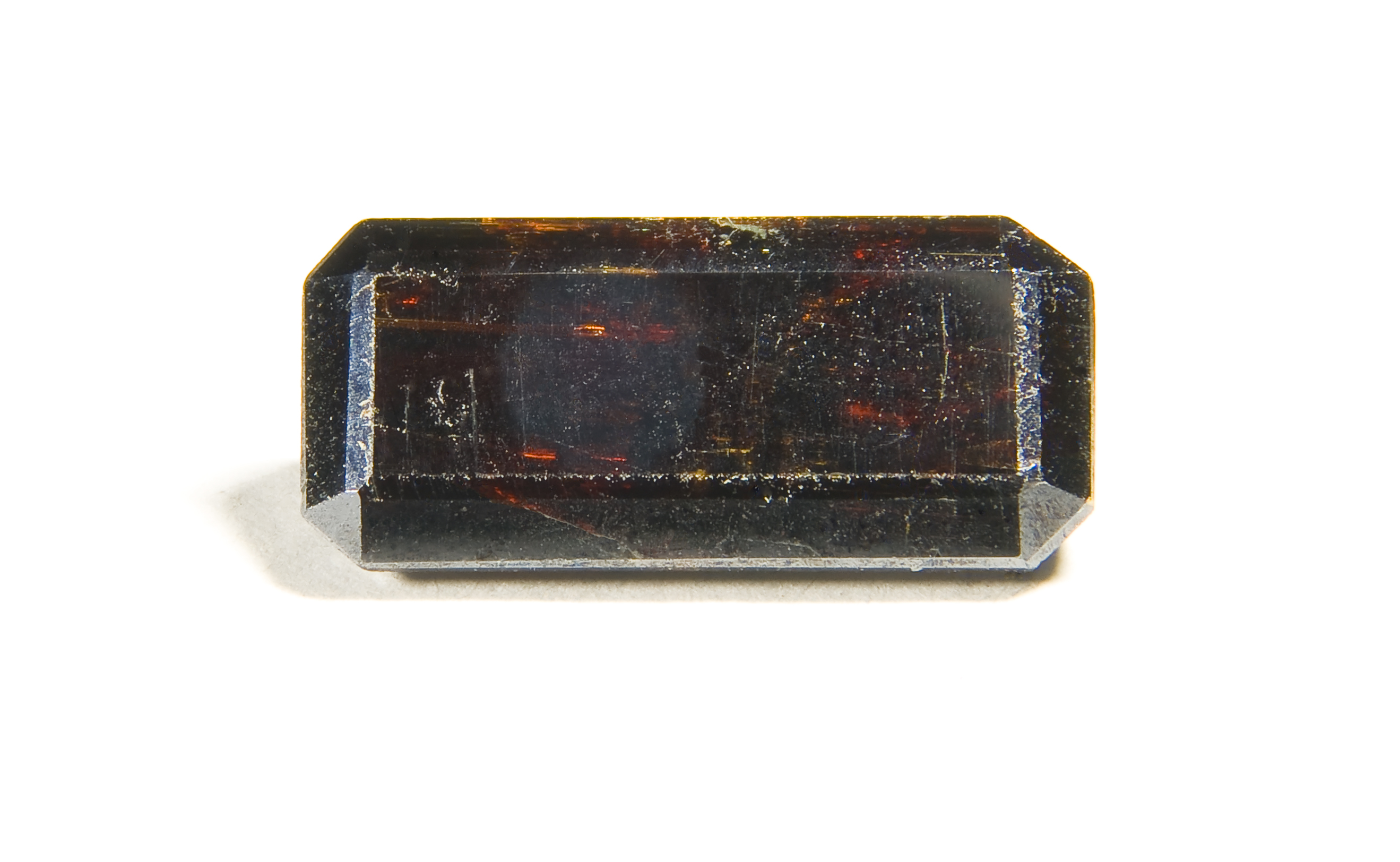
Rutile taillé Minas Gerais - Brésil 3,79 Ctd

## Exploitation des gisements
Le rutile est un minerai de titane et, dans une moindre mesure, peut donner des pierres gemmes après taille.
Les gisements de rutile contenant de 90 à 95 % de TiO2 sont exploités pour la production de dioxyde de titane. Pour obtenir cet oxyde à l'état pur, le minerai est directement traité par le procédé au chlore (de). En 2014, l'extraction du rutile correspond à plus de 500 kilo-tonnes de dioxyde de titane, sur les 7 millions de tonnes de dioxyde de titane extraites (sachant que 5,5 millions de tonnes ont été consommées cette année-là).